# Odax cyanoallix
Odax cyanoallix és una espècie de peix pertanyent a la família dels odàcids.

## Descripció
- Pot arribar a fer 27 cm de llargària màxima.[5][6]

## Reproducció
És hermafrodita i les femelles assoleixen la maduresa sexual en arribar als 200 mm de longitud.

## Alimentació
Els adults són herbívors (mengen Ecklonia radiata, Landsburgia quercifolia i Sargassum johnsonii, entre d'altres) mentre que els joves són probablement omnívors.

## Hàbitat
És un peix marí, demersal i de clima subtropical (33°S-35°S) que viu fins als 16 m de fondària.

## Distribució geogràfica
Es troba al Pacífic sud-occidental: Three Kings Islands, a l'extrem septentrional de Nova Zelanda.

## Observacions
És inofensiu per als humans.